# Titularerzbistum Adana dei Greco-Melkiti
Adana dei Greco-Melkiti ist ein Titularerzbistum der katholischen Kirche, das vom Papst an Titularerzbischöfe aus der mit Rom unierten Melkitischen Griechisch-Katholischen Kirche vergeben wird.
Es geht zurück auf einen untergegangenen Bischofssitz in der Stadt Adana in der römischen Provinz Cilicia im Südosten Kleinasiens.
| Titularerzbischöfe von Adana dei Greco-Melkiti |                 |                                                        |                 |                   |
| Nr.                                            | Name            | Amt                                                    | von             | bis               |
| 1                                              | Grégoire Haddad | emeritierter Erzbischof von Beirut und Jbeil (Libanon) | 19. August 1975 | 23. Dezember 2015 |